# Bulbophyllum sukhakulii
Bulbophyllum sukhakulii là một loài phong lan thuộc chi Bulbophyllum.